# Howard Gardner

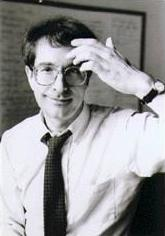
Howard Gardner

Howard Earl Gardner (* 11. Juli 1943 in Scranton, Pennsylvania) ist ein US-amerikanischer Erziehungswissenschaftler. Er ist Professor für Kognition und Pädagogik an der Harvard Graduate School of Education und außerordentlicher Professor für Psychologie an der Harvard University. Er ist als Autor populärwissenschaftlicher Bücher erfolgreich, zudem beschäftigt er sich mit Fragen der Neuroethik. Er entwickelte eine alternative Theorie zur Intelligenz, die Theorie der multiplen Intelligenzen.

## Leben
Gardners Eltern Ralph und Hilde Gardner flohen als Juden 1938 vor den Nationalsozialisten aus Nürnberg mit ihrem Sohn Eric. Kurz vor Howard Gardners Geburt starb sein Bruder bei einem Schlittenunfall. Sowohl Flucht als auch Tod des Bruders wurden in Gardners Kindheit nie angesprochen, hatten aber nach seiner eigenen Aussage großen Einfluss auf seine Entwicklung und sein Denken.
Gardner studierte an der Harvard University zunächst mit dem Ziel, Jurist zu werden, wandte sich aber unter dem Einfluss von Erik Erikson der Psychologie und Pädagogik zu und wurde 1971 promoviert. Er war danach Lecturer und ab 1986 Professor an der Harvard Graduate School of Education. Zurzeit ist er dort John H. and Elisabeth A. Hobbs Professor of Cognition and Education. In Harvard ist er Ko-Direktor des Project Zero.
1995 wurde Gardner in die American Academy of Arts and Sciences gewählt. Seit 2006 ist er gewähltes Mitglied der American Philosophical Society.
Gardner ist in zweiter Ehe verheiratet und hat vier Kinder.

## Auszeichnungen
- 1981: MacArthur Fellowship
- 1990: Grawemeyer Award
- 2011: Prinz-von-Asturien-Preis (Sparte Sozialwissenschaften)[3]

## Schriften (Auswahl)
- The quest for mind: Piaget, Levi-Strauss, and the structuralist movement. University of Chicago Press, Chicago 1973.
- The shattered mind: the person after brain damage. Knopf, New York 1975.
- Frames of mind: the theory of multiple intelligences. Basic Books, New York 1983, ISBN 0-465-02510-2.
  - deutsch: Abschied vom IQ. Die Rahmen-Theorie der vielfachen Intelligenzen. Klett-Cotta, Stuttgart 1991, ISBN 3-608-93158-9.
- The mind’s new science: a history of the cognitive revolution. Basic Books, New York 1985, ISBN 0-465-04634-7.
  - deutsch: Dem Denken auf der Spur. Zur Kognitionswissenschaft. Klett-Cotta, Stuttgart 1989, ISBN 3-608-93099-X.
- The unschooled mind: how children think and how schools should teach. Basic Books, New York 1991, ISBN 0-465-08895-3.
  - deutsch: Der ungeschulte Kopf. Wie Kinder denken. Klett-Cotta, Stuttgart 1993, ISBN 3-608-95889-4.
- Multiple intelligences: the theory in practice. Basic Books, New York 1993, ISBN 	0-465-01822-X.
  - completely revised and updated Multiple intelligences: new horizons. Basic Books, New York 2006, ISBN 978-0-465-04768-0.
- Creating minds: an anatomy of creativity seen through the lives of Freud, Einstein, Picasso, Stravinsky, Eliot, Graham and Gandhi. Basic Books, New York 1993, ISBN 0-465-01454-2.
  - deutsch: So genial wie Einstein. Schlüssel zum kreativen Denken. Klett-Cotta, Stuttgart 1996, ISBN 3-608-91677-6.
- Leading minds: an anatomy of leadership. Basic Books, New York 1995, ISBN 0-465-08280-7.
  - deutsch: Die Zukunft der Vorbilder. Das Profil der innovativen Führungskraft. Klett-Cotta, Stuttgart 1997, ISBN 3-608-91809-4
- mit Mindy Kornhaber und Warren Wake: Intelligence: Multiple Perspectives. Harcourt Brace College Publications, Fort Worth 1996, ISBN 0-03-072629-8.
- Extraordinary minds: portraits of exceptional individuals and an examination of our extraordinariness. Basic Books, New York 1997, ISBN 0-465-04515-4.
  - deutsch: Kreative Intelligenz. Was wir mit Mozart, Freud, Woolf und Gandhi gemeinsam haben. Piper, München 2002, ISBN 3-492-23415-1.
- Intelligence reframed: multiple intelligences for the 21st century. Basic Books, New York 1999, ISBN 0-465-02610-9.
  - deutsch: Intelligenzen. Die Vielfalt des menschlichen Geistes. Klett-Cotta, Stuttgart 2002, ISBN 3-608-94263-7.
- mit Mihály Csíkszentmihályi and William Damon: Good work: when excellence and ethics meet. Basic Books, New York 2001, ISBN 0-465-02607-9.
  - deutsch: Good Work! Für eine neue Ethik im Beruf. Klett-Cotta, Stuttgart 2005, ISBN 978-3-608-94070-1.
- Changing minds: the art and science of changing our own and other peoples minds. Harvard Business School Publishing, Boston 2004, ISBN 1-57851-709-5.
- Five minds for the future. Harvard Business School Publishing, Boston 2006, ISBN 1-59139-912-2.
- mit Katie Davis: The app generation: how today's youth navigate identity, intimacy, and imagination in a digital world. Yale University Press, New Haven 2013, ISBN 	978-0-300-19621-4.
- mit Wendy Fischman: The Real World of College: What Higher Education Is and What It Can Be. MIT Press, Cambridge (MA) 2022, ISBN 978-0-262-04653-4.